# Апостольський лист (папський документ)
Апостольський лист (лат. Epistola apostolica) — доктринальний документ Католицької Церкви, що є частиною папського вчення, зазвичай адресований конкретним особам.
Серед папських документів, із точки зору важливості, він вважається менш значущим, ніж апостольська конституція, енцикліка чи апостольська адгортація. Поступається за рангом звичайним листам і motu proprio, останні класифікуються скоріше як організаційні документи разом із буллами, бреве та папськими декретами.

## Приклади
- Octogesima adveniens
- Mulieris dignitatem(інші мови)
- Superno Dei(інші мови)